# Награда АВНОЈ-а
Награда Антифашистичког већа народног ослобођења Југославије (скраћено Награда АВНОЈ-а) је била највиша државна награда у Социјалистичкој Федеративној Републици Југославији (СФРЈ) од 1966. до 1989. године. Према Статуту награда је додељивана оним ствараоцима из области уметности и науке чија дела имају посебан значај за развој СФРЈ. Такође награда је додељивана и за животно дело, а додељивана је и радним организацијама. 
Ова награда заменила је дотадашњу Награду Савезне владе, односно Савезног извршног већа (СИВ), која је била додељивана до 1965. године. Награду је додељивао Одбор за додељивање Награде АВНОЈ-а, који се састојао из неколико посебних комисија - за уметност, пољопривреду, техничке, биолошке и медицинске науке и др. Имена добитника награде објављивана су свечано за Дан Републике 29. новембар, а награду је уручивао председник Савезне скупштине неколико дана касније. 
Поред ове највише савезне награде, у ранг највиших државних награда спадале су и републичке награде - Седмојулска награда у СР Србији, Двадесетседмојулска награда у СР Босни и Херцеговини, Тринаестојулска награда у СР Црној Гори и др. 
Први добитници Награде АВНОЈ-а 1966. године били су - Антун Аугустинчић, вајар; Бранко Жежељ, професор Универзитета; Франц Когој, професор Универзитета; Блаже Конески, књижевник и професор Универзитета; Мирослав Крлежа, књижевник; Петар Лубарда, сликар; Исмет Мујезиновић, сликар; Павле Савић, професор Универзитета; Алојз Тавчар, професор Универзитета; Коста Тодоровић, професор Универзитета; Јован Хаџи, професор Универзитета и Родољуб Чолаковић, друштвено-политички радник и књижевник. На челу првог Одбора за доделу награде био је Јосип Видмар, председник Словеначке академије наука и уметности, а награде је прим добитницима 6. децембра 1966. у Палати федерације, на Новом Београду доделио Едвард Кардељ, тадашњи председник Савезне скупштине. 